# Jaap Amesz
Jaap Amesz, bijgenaamd Terror Jaap, (Brielle, 6 september 1982) is een Nederlands mediapersoonlijkheid, zanger en schaker. Hij is voornamelijk bekend geworden als winnaar van het tussen 2006 en 2008 uitgezonden Nederlandse televisieprogramma De Gouden Kooi.

## Biografie

### Studie
Voordat Amesz toetrad tot De Gouden Kooi, studeerde hij humanresourcesmanagement bij de Rotterdam School of Management van de Erasmus Universiteit Rotterdam.

### Schaken
Amesz kreeg als tiener schaakles van Yge Visser. Amesz was al jong een enthousiast schaker, die veel meedeed met jeugdtoernooien (onder andere ONJK en NJK 1998 Leiden). Amesz trainde zijn schaaktalent verder tijdens zijn periode in De Gouden Kooi; zo mocht hij daar een schaakpartij spelen tegen grootmeester Jan Werle, Amesz versloeg hem. Amesz is sinds 2016 kandidaat-schaakmeester en heeft anno 17 augustus 2025 een FIDE-rating van 2222. In juli 2017 won hij het terrasschaaktoernooi in Arnhem.

### Tactiek in de Gouden Kooi
Amesz was van 26 februari 2007 tot en met 23 mei 2008 een van de deelnemers van het televisieprogramma De Gouden Kooi. Amesz heeft in de week tussen de halve finale en de finale gezegd dat hij de helft van zijn prijzengeld aan een goed doel zou schenken. Welk doel wilde hij nog niet zeggen, dat zou hij pas doen als hij gewonnen had. In een persconferentie zou hij het goede doel dan onthullen. Er werd gesproken over Stichting AAP; echter toen Amesz op 23 mei 2008 werd uitgeroepen als winnaar, bleekt dit te gaan om Stichting Jaap, een stichting voor hemzelf. Spijt, dat hij het publiek heeft voorgelogen, heeft Amesz niet. "Als ik dat lulverhaal niet had opgehangen, had ik het spel verloren." Amesz won hiermee 1.351.000 euro, hij verloor echter al snel bijna al het geld doordat de DSB Bank van Dirk Scheringa failliet ging.
Amesz heeft in De Gouden Kooi een aantal nummers geschreven, waaronder zijn hit-single Focking niet normaal. Verder bracht hij nog een aantal coverliedjes uit, waaronder Jaapio (gebaseerd op Idioot, van Mooi Wark). Amesz was niet van plan om zich verder te ontwikkelen als zanger, wel trad hij op in discotheken door het hele land.

### Verdere verloop
Na het winnen van De Gouden Kooi, deed Amesz datzelfde jaar mee aan het BNN-programma De Nationale IQ Test. Hij behaalde daar een intelligentiequotiënt van 123, wat 'bovengemiddeld begaafd' is.
In 2009 probeerde Amesz zijn eigen televisieshow op te zetten, het programma had de titel De Terror Jaap Show en zou eind 2009 uitkomen op RTL 5. Amesz haalde met de ontwikkeling van het programma al meerdere malen de kranten, door zijn bijzondere verzoeken. Zo was hij op zoek naar een pornoactrice en een anorexiapatiënt. De show is uiteindelijk nooit van de grond gekomen.
In de eerste drie maanden van 2010 presenteerde Amesz een wekelijkse talkshow onder de titel Tabula Rasa voor Studio Vlemmix, het internettelevisie-project van Johan Vlemmix.
Op 28 februari 2010 kwam Amesz met het eenmalige RTL 5-programma Joran spreekt; in het programma interviewde hij Joran van der Sloot over de verdwijning van Natalee Holloway. Hierbij werd ook gebruikgemaakt van een leugendetector. Van der Sloot gaf in het interview aan dat Natalee Holloway onder invloed van cocaïne van een balkon gevallen is en dat haar lichaam in de Bubali Plas zou liggen. Na kort onderzoek gaf het Arubaanse Openbaar Ministerie aan dat de verklaring niet klopte en op leugens gebaseerd is omdat feiten en tijdlijnen niet kloppen en getuigen ontkennen. De aflevering werd door ruim 900.000 kijkers bekeken. In juni 2010 werd Amesz zijn huis door de politie ingevallen, omdat Amesz belastende informatie zou hebben gekregen van Van der Sloot over deze zaak.
In 2010 was Amesz tevens een vaste gast in het RTL 5-programma Snafu TV van Robert Jensen en Jan Paparazzi, hierin had hij zijn eigen onderdeel onder de titel Showbizzstalker Jaap. Datzelfde jaar was Amesz te zien in het BNN-programma Je zal het maar zijn. In augustus 2012 deed Amesz mee aan het SBS6-programma Sterren Springen op Zaterdag, hij viel in de tweede week af.
Hierna trok Amesz zich meer naar de achtergrond en is hij werkzaam als coach op het gebied van neurolinguïstisch programmeren.

## Televisie
- 2007-2008: De Gouden Kooi, winnaar
- 2008: De Nationale IQ Test
- 2010: Tabula Rasa, eigen praatprogramma
- 2010: Joran spreekt, interviewde eenmalig Joran van der Sloot
- 2010: Snafu TV, eigen rubriek in het programma
- 2010: Je zal het maar zijn
- 2012: Sterren Springen op Zaterdag

## Trivia
- In september 2013 was Amesz te zien in de videoclip Geestjes van Imca Marina en Johan Vlemmix.[28]